# グルコース-6-リン酸
グルコース-6-リン酸（グルコース-6-リンさん、Glucose-6-phosphate、G6P）とは、6位の炭素がリン酸化したグルコース分子のことである。ロビソンエステルとも言う。細胞中には多量に存在し、細胞に取り込まれたグルコースのほとんどがリン酸化を受けてG6Pになる。
細胞化学の中心的な化合物の一つであるため、G6Pはその後様々な運命をたどる。その始めに、まずは次のどちらかの代謝系に入る。
- 解糖系
- ペントースリン酸経路

またこの他に、G6Pは直接グリコーゲンやデンプンなどの貯蔵多糖に変換されることもある。多細胞動物ではグリコーゲンとして肝臓や筋肉に蓄えられ、その他の多くの生物ではデンプンかグリコーゲン顆粒として細胞間組織に蓄えられる。

## G6Pの生産

### グルコースから
細胞中ではG6Pはグルコースの6位の炭素をリン酸化することにより作られる。これは多くの生物ではヘキソキナーゼの、高等動物では肝臓中のグルコキナーゼの酵素機能によって触媒される。この反応では1分子のATPが消費される。
グルコースが細胞に取り込まれると直ちにリン酸化が起こるのは、これが拡散してしまうのを防ぐためである。リン酸化により電荷が導入されるので、G6Pは容易に細胞膜を通過することができない。

### グリコーゲンから
G6Pは、グリコーゲンの初期分解産物であるグルコース-1-リン酸から、ホスホグルコムターゼでリン酸基を転移させることによっても作られる。

## 運命1:ペントースリン酸経路
NADP+ : NADPHの比率が上昇すると、体はNADPHを増産しようとする。この過程でG6Pはデヒドロゲナーゼにより脱水素化される。この可逆過程はペントースリン酸経路の最初の反応であり、この反応によりNADPHとリブロース-5-リン酸が作られ、多くの分子の合成に供される。またDNAの材料であるヌクレオチドが必要になった時にも、G6Pはペントースリン酸経路に回される。

## 運命2:解糖系
エネルギーや炭素骨格が必要となった場合には、G6Pは解糖系に入れられる。G6Pはまずグルコースリン酸イソメラーゼにより、フルクトース-6-リン酸に変換される。
G6Pから作られたフルクトース-6-リン酸はその後もう1つのリン酸基が付加され、フルクトース-1,6-ビスリン酸になる。2つ目のリン酸基の付加反応は不可逆反応である。そのためこの反応ではG6Pが不可逆的に分解され、解糖系を通じてATP生産のためのエネルギーを作り出す。

## 運命3:グリコーゲンとして貯蔵
血中糖濃度が高くなると、余分なグルコースは貯蔵されるようになる。グルコースから生成されたG6Pは、引き続いてホスホグルコースムターゼによりG1Pに変換される。G1Pはウリジン三リン酸（UTP）と結合してリン酸基が外れ、UDP-グルコースとなる。この反応は、この反応の過程で生成されるピロリン酸の加水分解に伴って進む。こうして活性化されたUDP-グルコースは、グリコーゲンシンターゼによってグリコーゲン分子の一部となる。これは、グルコース1分子を貯蔵するのに1分子のATPしか消費しないという意味で、非常に効率の良い貯蔵システムである。グリコーゲン合成は、高いストレスがかかるか血中糖濃度が低下するかして、キナーゼによりリン酸化されると停止する。
エネルギーが必要になると、グリコーゲンホスホリラーゼがグリコーゲン鎖から必要なだけ切り出すことができる。切り出された分子はG1Pであるが、ホスホグルコムターゼによってG6Pに変換され、G6Pホスファターゼによってリン酸基が外されてグルコースとなる。グルコースは細胞膜を通り抜け、血流に乗って必要な場所まで運ばれる。

## 運命4:脱リン酸化され血液中へ放出
肝臓はグルコース-6-ホスファターゼを持ち、解糖系や糖新生でできたグルコース-6-リン酸のリン酸基を外すことができる。こうしてできたグルコースは血液中に放出され、他の細胞に運ばれる。